# Salut sexual i reproductiva
En el marc de la definició de salut de l'Organització Mundial de la Salut (OMS) com a estat de total benestar físic, mental i social, i no només l'absència de malaltia o malaltia, la salut reproductiva, s'adreça als processos, funcions i sistema de reproducció en totes les etapes de la vida i inclou també la salut sexual. Les agències de les Nacions Unides afirmen que la salut reproductiva inclou el benestar físic i psicològic en relació amb la sexualitat.
La salut reproductiva implica que les persones poden tenir una vida sexual responsable, satisfactòria i segura i que tenen la capacitat de reproduir-se i la llibertat de poder decidir-ho, i quan i amb quina freqüència. Una interpretació d'això implica que els homes i les dones han de ser informats i tenir accés a mètodes segurs, eficaços, assequibles i acceptables de control de la natalitat; també que es pugui accedir als serveis d'atenció sanitària apropiats de medicina sexual i reproductiva i la implementació de programes d'educació per a la salut les dones per subratllar la importància del seguiment de l'embaràs i l'atenció al part, per proporcionar a les parelles la millor oportunitat de tenir un nadó sa.
Les persones afronten desigualtats en els serveis de salut reproductiva. Les desigualtats varien en funció de l'estatus socioeconòmic, el nivell educatiu, l'edat, l'ètnia, la religió i els recursos disponibles al seu entorn. És possible, per exemple, que als individus de baixos ingressos els manquin recursos adequats per a ser atesos i els coneixements per saber què és adequat per mantenir la salut reproductiva.
A Catalunya el pes assistencial de la salut sexual i reproductiva la duen a terme els equips d'atenció a la salut sexual i reproductiva (ASSIR).

## Aspectes
Així la salut sexual i reproductiva abasta diferents aspectes:
- Educació sobre la sexualitat, sobretot en l'adolescència, tenint en compte l'embaràs adolescent.
- Segons el context: prevenció de la mutilació genital femenina i matrimoni infantil
- Contracepció
- Educació i (possible) atenció de les malalties de transmissió sexual
- Avortament
- Atenció durant l'embaràs, part i el puerperi